# Manzana la Barbacoa
Manzana la Barbacoa är en ort i Mexiko.   Den ligger i kommunen Ocampo och delstaten Michoacán de Ocampo, i den södra delen av landet, 140 km väster om huvudstaden Mexico City. Manzana la Barbacoa ligger 2 499 meter över havet och antalet invånare är 139.
Terrängen runt Manzana la Barbacoa är huvudsakligen kuperad. Manzana la Barbacoa ligger uppe på en höjd. Runt Manzana la Barbacoa är det ganska tätbefolkat, med 160 invånare per kvadratkilometer. Närmaste större samhälle är Ciudad Hidalgo, 18,1 km nordväst om Manzana la Barbacoa. I omgivningarna runt Manzana la Barbacoa växer huvudsakligen savannskog.